# Lee Hyo-jung
Lee Hyo-jung (ur. 13 stycznia 1981 w Pusan) – południowokoreańska badmintonistka.

## Kariera
Trzykrotnie reprezentowała swój kraj na igrzyskach olimpijskich, we wszystkich tych startach wystąpiła w konkurencji gry podwójnej kobiet i gry mieszanej. Medale zdobyła na igrzyskach w Pekinie – złoty w mikście oraz srebrny w deblu.
W swej karierze zdobywała medale:
- mistrzostw świata (2005: brąz w deblu, 2009: brąz w mikście);
- mistrzostw Azji (2000: złoto w deblu[1], 2004: złoto w deblu[2], 2008: brąz w deblu[3], 2009: złoto w mikście i srebro w deblu[4]);
- igrzysk azjatyckich (2002: srebro w drużynie i brąz w deblu, 2006: brąz w deblu i w drużynie, 2010: złoto w mikście oraz brąz w deblu i w drużynie).